# Ołeksandr Berkowski
Ołeksandr Mychajłowycz Berkowski, ukr. Олександр Михайлович Берковський, ros. Александр Михайлович Берковский, Aleksandr Michajłowicz Bierkowski (ur. 7 sierpnia 1952 w Dnieprodzierżyńsku, Ukraińska SRR; zm. 16 czerwca 2010 w Dnieprodzierżyńsku, Ukraina) – ukraiński piłkarz, grający na pozycji napastnika lub pomocnika, trener i sędzia piłkarski.

## Kariera piłkarska
W 1969 rozpoczął karierę piłkarską w miejscowej drużynie Prometej Dnieprodzierżyńsk. Latem 1970 przeszedł do Dnipra Czerkasy. W 1972 został zaproszony do Dnipra Dniepropetrowsk, ale występował tylko w drużynie rezerw klubu. W 1972 zakończył karierę piłkarza.

## Kariera trenerska
Po zakończeniu kariery piłkarza rozpoczął karierę szkoleniowca. W 1991 został mianowany na stanowisko starszego trenera Metałurhu Dnieprodzierżyńsk, który prowadził do końca roku, a w następnym 1992 pomagał trenować piłkarzy klubu.

## Kariera sędziowska
Potem również sędziował mecze piłkarskie w Pierwszej Lidze oraz w rozgrywkach obwodu dniepropetrowskiego.
16 czerwca 2010 zmarł w wieku 58 lat. Od 2011 w Dnieprodzierżyńsku organizowany turniej piłkarski jego pamięci.